# 1999-es Amstel Gold Race
Az 1999-es Amstel Gold Race volt a 34. holland kerékpárverseny. Április 24-én került megrendezésre, össztávja 253 kilométer volt.  Végső győztes a holland Michael Boogerd lett.

## Végeredmény
|    | Versenyző          | Idő           |
| -- | ------------------ | ------------- |
| 1  | Michael Boogerd    | 6 óra 37' 23" |
| 2  | Lance Armstrong    | a.i.          |
| 3  | Gabriele Missaglia | + 16"         |
| 4  | Maarten den Bakker | + 16"         |
| 5  | Laurent Roux       | + 16"         |
| 6  | Léon van Bon       | + 46"         |
| 7  | Marcus Zberg       | + 46"         |
| 8  | Gianmatteo Fagnini | + 51"         |
| 9  | Daniele Nardello   | + 51"         |
| 10 | Marco Velo         | + 54"         |